# Kružítko

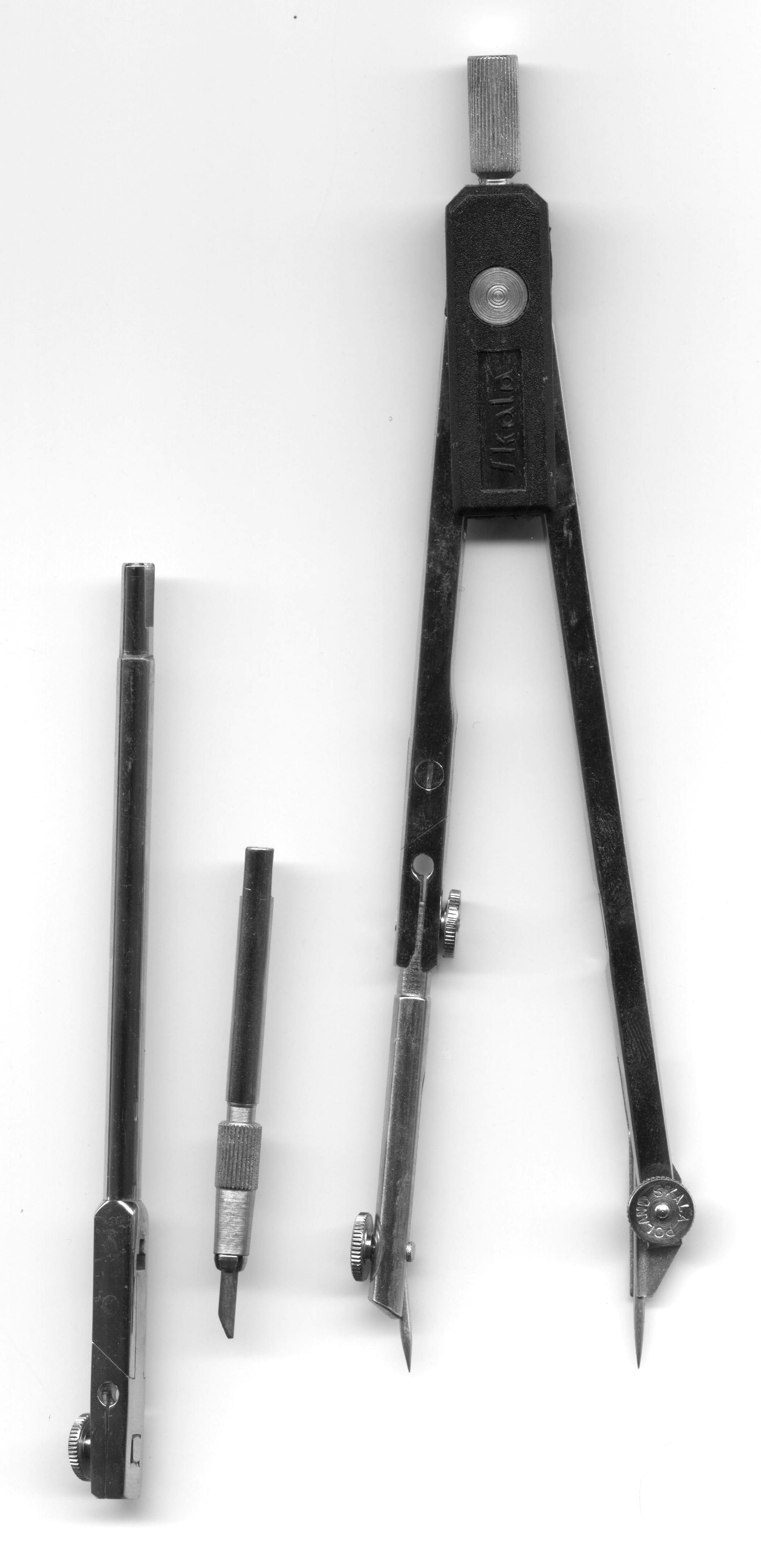
Kružítko

Kružítko (zastarale též Kružidlo) je nástroj určený k rýsování kružnic a jejich částí. Také může být použito k měření vzdáleností, zvláště na mapě.

## Popis
Kružítko se skládá ze dvou částí (nožiček), které jsou pohyblivě spojeny. Jedna nožička je opatřena hrotem, druhá je ukončena (nejčastěji) tuhou. Pohyblivé spojení umožňuje měnit vzdálenost konců kružítka a tak rýsovat kružnice různého poloměru. Rýsování probíhá tak, že jehla se umístí do bodu označujícího střed kružnice a točením horní části v prstech dojde k narýsování kružnice, což ovšem vyžaduje trochu cviku.
Nejjednodušší kružítka jsou vyrobena z plastu. Jejich hlavní nevýhodou je, že ani jehla, ani tuha nejdou naklonit a tak se nehodí k rýsování kružnic velkých, nebo naopak malých, poloměrů. Také spojení nožiček nezaručuje, že při větším tlaku na kružíto nedojde během rýsování ke změně vzdálenosti konců a tím k narýsování spirály. Taková kružítka patří do výbavy žáka základní školy.
Pro rýsování v deskriptivní geometrii nebo v technickém kreslení se používají kružítka vyrobená z kovu. Jejich konstrukce umožňuje přesné nastavení a brání rozevření kružítka při rýsování, např. pomocí šroubu. Nožička s tuhou je opatřena kloubem, držák tuhy lze vyměnit např. za druhý hrot, držák rýsovacího pera nebo lze vsunout prodlužovací nástavec pro kružnice velkých poloměrů.

## Strojírenské kružítko

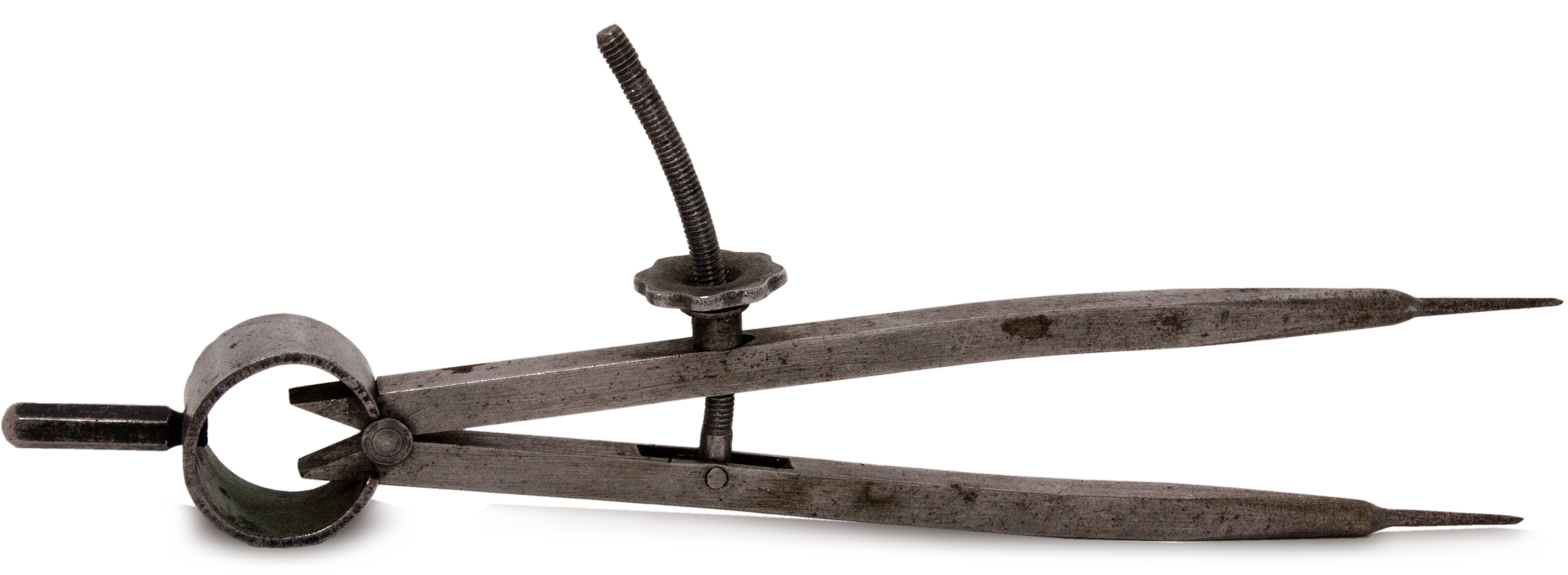
Strojírenské kružítko

K rýsování na kovové předměty (především na plech se používá strojírenské kružítko. Toto kružítko má oba hroty z tvrzeného kovu. Hroty jsou broušeny z jedné strany a jde dosáhnout i velmi malých průměrů (od 2mm). Ramena jsou spojena pružným plátem se stopkou. K zajištění zvoleného průměru slouží šroubovice, která je po celé délce volně stavitelná svěrnou maticí. Strojírenské kružítko lze také využít k tzv. odpíchnutí rozteče děr, k rýsování na plast i jiné slitiny různých kovů.

## Nulátko
Nulátko je kružítko, které je určeno pro rýsování kružnic s poloměrem 5 mm a méně. Při tak malých poloměrech se častěji používá speciální šablona, tzv. bublina.

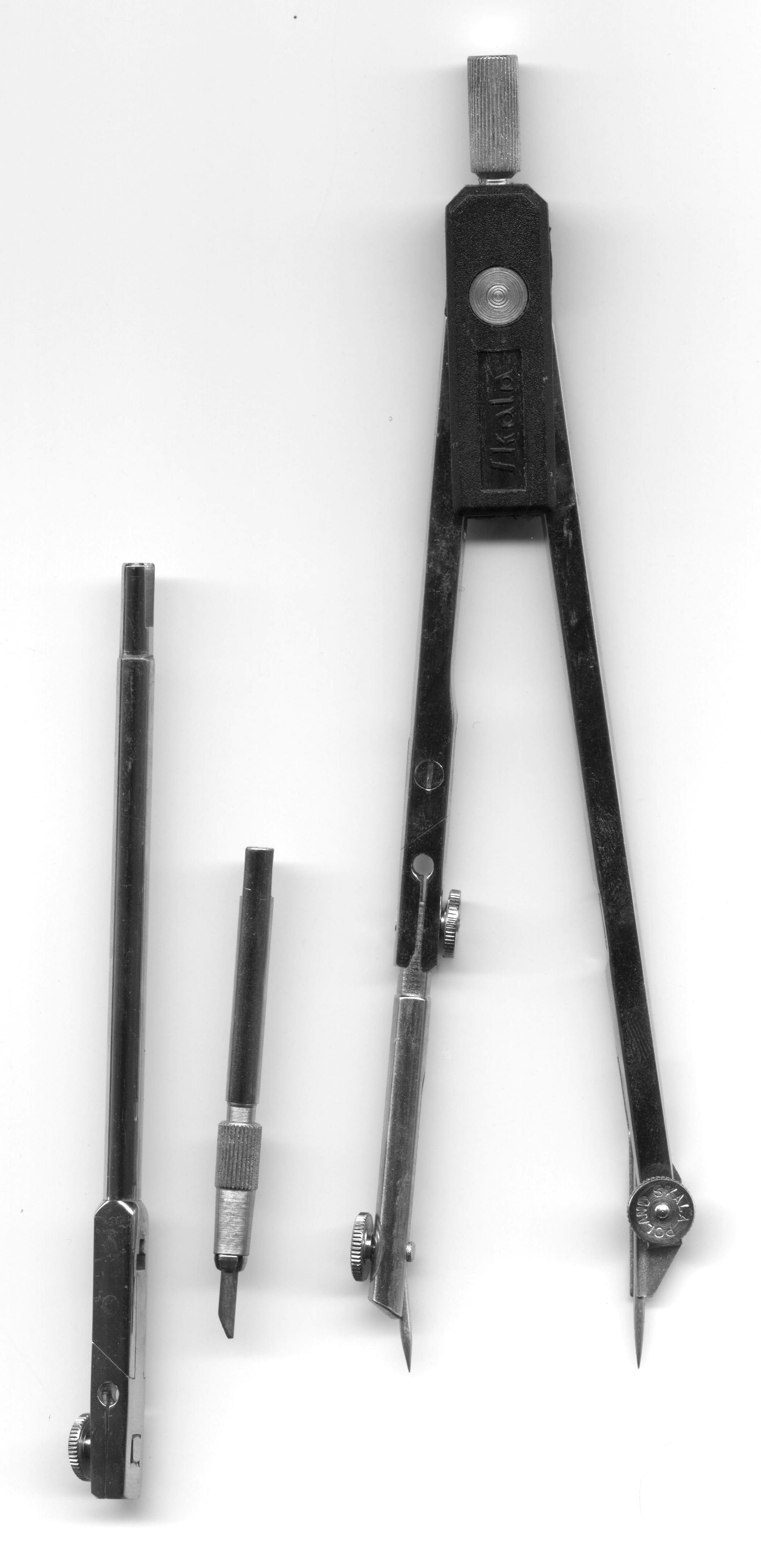
Zleva: prodlužovací nástavec, držák tuhy, druhý hrot místo tuhy.
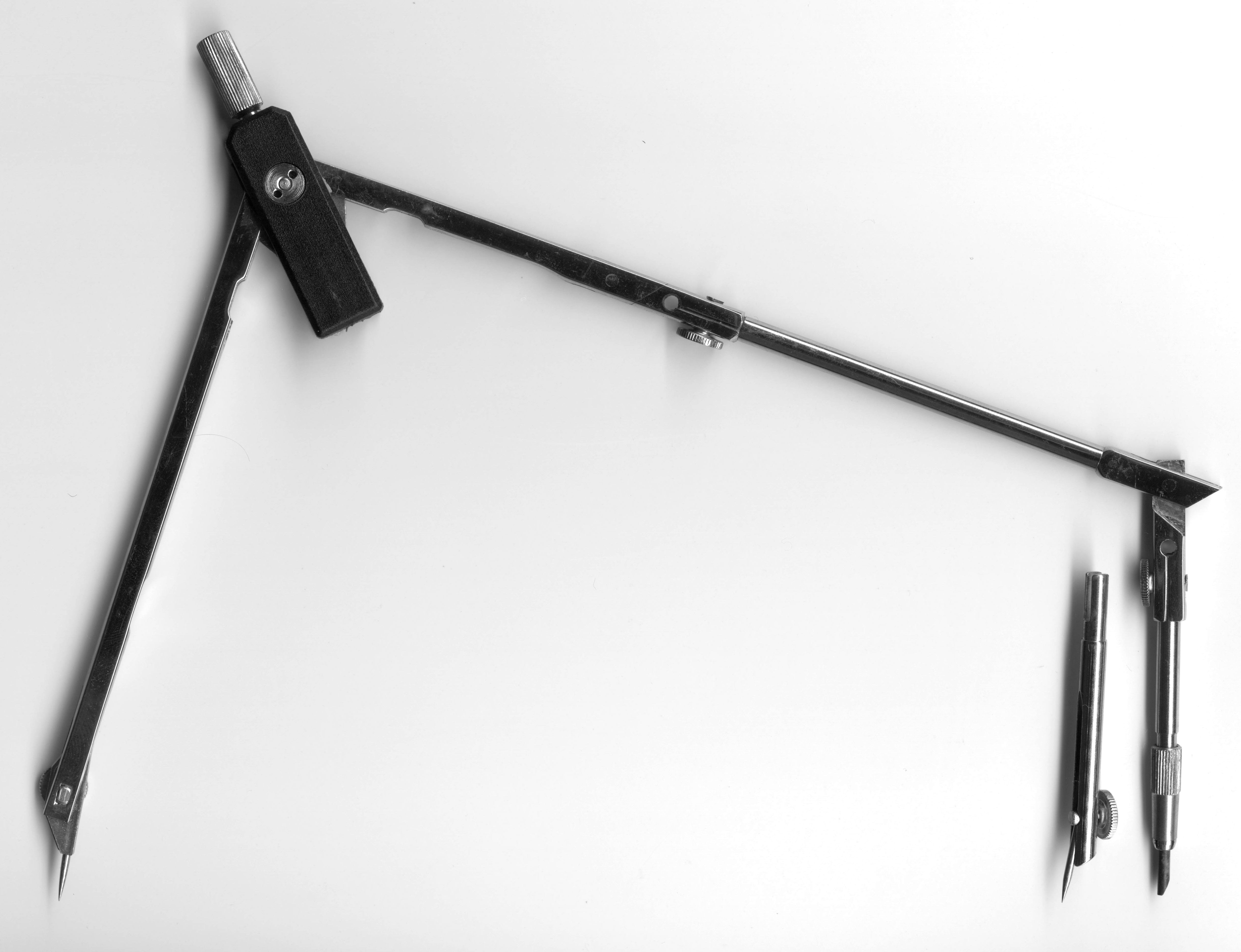
Použití prodlužovacího nástavce.
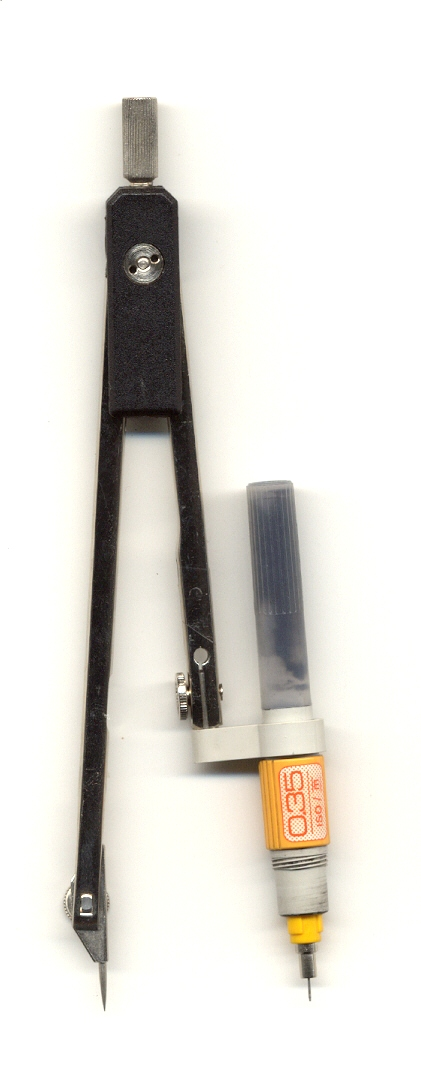
S držákem pro rýsovací pero.
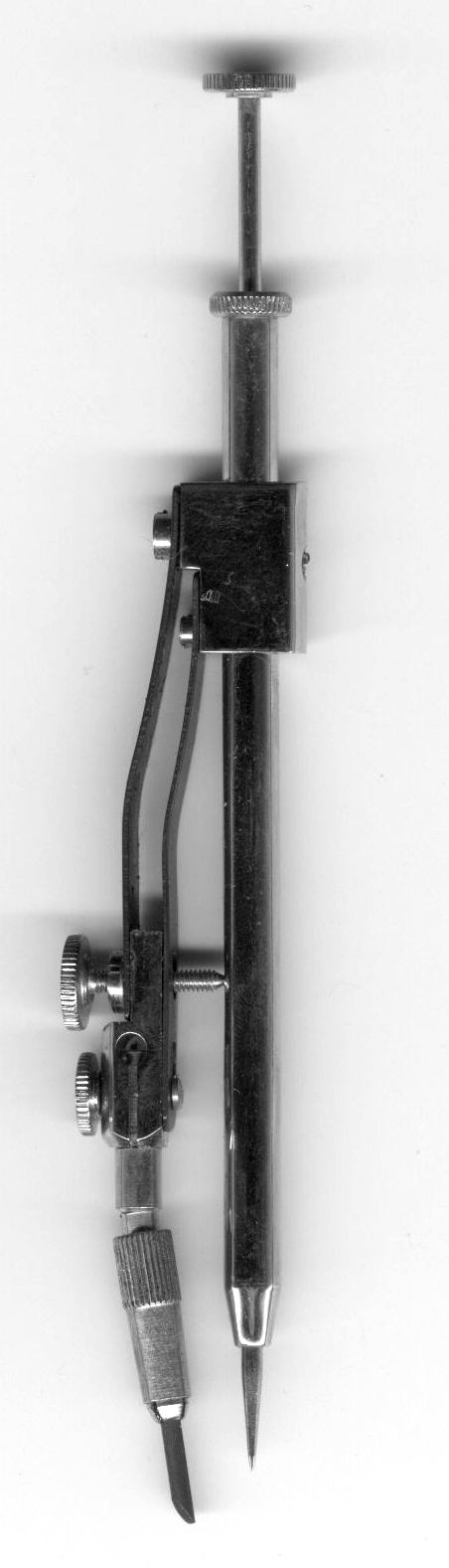
Nulátko.

## Odpichovátko
Odpichovátko je kružítko, které má dva hroty. Používá se k měření vzdáleností na mapě. Vzdálenost hrotů se nastaví podle měřítka mapy a „kráčením“ po mapě se změří vzdálenost. Využívá se převážně v námořní a letecké navigaci.

Pokud odpichovátko dostatečně zvětšíme, dostaneme pomůcku pro měření vzdáleností v terénu nebo pro přenášení rozměrů. Takto se dříve užívalo ve stavebnictví a stalo se i jeho symbolem. Dostalo se spolu s kladivem i do státního znaku a vlajky (dnes již neexistující) Německé demokratické republiky.